# بای تمر
بای تمر، روستایی از توابع بخش مرکزی شهرستان دهگلان در استان کردستان ایران است.این روستا یکی از قدیمی ترین روستاهای منطقه(تپه باستانی احتمالا دوره اشکانی)بوده است اما متاسفانه بنا به دلایل متعدد روستا در حال حاضر فقط چند خانوار در ان زندگی می کنند و از لحاظ کشاورزی یکی از روستاهای منطقه است که بیشترین زمین کشاورزی دیم را دارا می باشد. از جمله محصولات عمده کشاورزی روستا گندم و نخود می باشد.در مجاورت جنوبی روستا رودخانه ای به همین اسم و در بخش شمالی آن تفرجگاه شیدا قرار دارد.

## جمعیت
این روستا در دهستان حومه دهگلان قرار دارد و براساس سرشماری مرکز آمار ایران در سال ۱۳۸۵، جمعیت آن ۹۸ نفر (۲۱خانوار) بوده‌است.